# Landkreis Parchim (1933–1952)
| Basisdaten            | Basisdaten    |
| --------------------- | ------------- |
| Bestandszeitraum      | 1933–1952     |
| Verwaltungssitz       | Parchim       |
| Einwohner             | 54.942 (1939) |
| Gemeinden             | 125 (1939)    |
| Karte von Mecklenburg |               |
|                       |               |

Der Landkreis Parchim bestand von 1933 bis 1952 in Mecklenburg. Der Kreissitz befand sich in Parchim. Das ehemalige Kreisgebiet gehört heute zum Landkreis Ludwigslust-Parchim in Mecklenburg-Vorpommern.

## Geschichte
1925 wurde in Mecklenburg-Schwerin aus den alten Ämtern Parchim und Lübz das Amt Parchim als eines von zehn neuen Ämtern in Mecklenburg gebildet. Die Städte Goldberg, Lübz, Parchim und Plau, sowie 135 weitere Gemeinden gehörten zum 131.903,1 Hektar großen Amtsbereich. Parchim war der Amtssitz. 1933 wurde aus dem Amt Parchim der Kreis Parchim. Mecklenburg-Schwerin wurde mit Mecklenburg-Strelitz 1934 zu einem Land Mecklenburg vereinigt. Am 1. April 1938 wechselte die Gemeinde Hohen Pritz aus dem Kreis Wismar in den Kreis Parchim.
Nach dem Zweiten Weltkrieg wurde die Bezeichnung des Kreises in Landkreis Parchim geändert. Der Landkreis gehörte nun zum Land Mecklenburg-Vorpommern in der Sowjetischen Besatzungszone. Der Name des Landes wurde 1947 in Mecklenburg geändert. Seit 1949 gehörte es zur DDR.
Mit dem Gesetz über Änderung von Grenzen der Länder vom 28. Juni 1950 erfolgte ein Gebietstausch zwischen den Ländern Brandenburg und Mecklenburg. Die Gemeinden Drenkow und Suckow aus dem Landkreis Ostprignitz wurden in den Landkreis Parchim umgegliedert und mit ihren dortigen gleichnamigen Zwillingsgemeinden zusammengeschlossen. Im Gegenzug wechselte der mecklenburgische Teil von Porep aus dem Landkreis Parchim in den Landkreis Ostprignitz und wurde mit dem brandenburgischen Porep zu einer Gemeinde vereint. Gleichzeitig wechselten die Gemeinde Stolpe aus dem Landkreis Parchim in den Landkreis Ludwigslust und die Gemeinde Hohen Pritz aus dem Landkreis Parchim in den Landkreis Wismar.
Bei der Gebietsreform vom 25. Juli 1952 wurde eine neue Kreisstruktur geschaffen:
- Der Ostteil des Landkreises mit den Städten Goldberg, Lübz und Plau am See bildete den neuen Kreis Lübz.
- Der Westteil des Landkreises mit der Stadt Parchim bestand als Kreis Parchim fort.
- Die Kreise Lübz und Parchim wurden dem Bezirk Schwerin zugeordnet.

## Politik

### Landdroste
1926–9999: Walter Studemund

### Amtshauptmänner/Landräte
1926–1933: Walter Rieck
1933–1935: Max Zeitler
1935–1945: Friedrich Roschlaub

## Einwohnerentwicklung
| Einwohner | 1925 (Amt) | 1933   | 1939   | 1946    |
| --------- | ---------- | ------ | ------ | ------- |
|           | 55.381     | 54.306 | 54.942 | 100.005 |

Die Einwohnerzahlen der Städte des Landkreises im Jahre 1939:
| Goldberg    | 3311   |
| Lübz        | 4324   |
| Parchim     | 14.331 |
| Plau am See | 4832   |

## Städte und Gemeinden
Im Jahre 1939 umfasste der Landkreis Parchim vier Städte und 121 weitere Gemeinden:
- Altenlinden
- Augzin
- Barkow
- Beckendorf
- Below
- Benthen
- Benzin
- Bergrade
- Bobzin
- Broock
- Brüz
- Burow
- Damerow b. Domsühl
- Damm
- Dammerow
- Dargelütz
- Darze
- Daschow
- Diestelow
- Dinnies
- Dobbertin
- Dobbin
- Domsühl
- Drenkow
- Frauenmark
- Friedrichsruhe
- Gallin
- Ganzlin
- Garwitz
- Gischow
- Glave
- Gnevsdorf
- Goldberg, Stadt
- Goldenbow
- Grambow
- Granzin
- Grebbin
- Greven
- Groß Godems
- Groß Niendorf
- Groß Pankow
- Groß und Neu Poserin
- Herzberg
- Hof Grabow
- Hohen Pritz
- Jarchow
- Kadow
- Karbow
- Karow
- Karrenzin
- Kladrum
- Klein Niendorf
- Klein Pritz
- Klein Wangelin
- Klinken
- Kossebade
- Kreien
- Kressin
- Kritzow
- Kuppentin
- Lalchow
- Lancken
- Langenhagen
- Leisten
- Lenschow
- Lindenbeck
- Lübz, Stadt
- Lutheran
- Malchow
- Malow
- Marnitz
- Matzlow
- Medow
- Mentin
- Mestlin
- Möderitz
- Mühlenhof
- Neuburg
- Neuhof
- Paarsch
- Parchim, Stadt
- Passow
- Penzlin
- Plau, Stadt
- Plauerhagen
- Poltnitz
- Porep
- Raduhn
- Reppentin
- Retzow
- Rom
- Ruest
- Ruthen
- Sandhof
- Schlemmin
- Schlieven
- Sehlsdorf
- Severin
- Siggelkow
- Spornitz
- Steinbeck
- Stolpe
- Stralendorf
- Suckow
- Techentin
- Tessenow
- Tönchow
- Vietlübbe
- Wahlstorf
- Wangelin
- Weisin
- Welzin
- Wendisch Priborn
- Wendisch Waren
- Werder
- Wessentin
- Wilsen
- Woeten
- Woosten
- Wulfsahl
- Zahren
- Zarchlin
- Zidderich
- Zieslübbe
- Zölkow

Die Gemeinde Tessenow hieß bis 1935 Kummin und die Gemeinde Altenlinden hieß bis 1939 Hof Malchow.
Im Jahre 1937 fanden mehrere Eingemeindungen statt:
- Bauhof, zu Lübz
- Damerow b. Karow, zu Groß und Neu Poserin
- Friedrichsruhe, Hof, zu Friedrichsruhe
- Fürstlich Poltnitz, zu Poltnitz
- Groß Niendorf, Siedlung, zu Groß Niendorf
- Hof Hagen, zu Langenhagen
- Karbow, Hof, zu Karbow
- Klebe, zu Lalchow
- Kreien, Hof, zu Kreien
- Leppin, zu Marnitz
- Poitendorf, zu Poltnitz
- Quaßlin, zu Wahlstorf
- Retzow, Gut, zu Retzow
- Ruhn, zu Marnitz
- Tannenhof, zu Benthen
- Zachow, zu Tessenow